# Dave Sheridan
David Christopher "Dave" Sheridan (Newark, 10 de março de 1969) é um ator, produtor, escritor e músico norte americano.
Ele é mais conhecido por sua atuação como o agente especial Doofy no filme de comédia Scary Movie.

## Início da vida
Dave nasceu em Newark, Delaware.

## Carreira
Ele começou sua carreira como estagiário no Saturday Night Live. De lá, ele entrou para a famosa trupe de comédia de Chicago, The Second City, onde escreveu, dirigiu e produziu "Dave Sheridan's America" um espetáculo de multimídia. Ele estrelou em Buzzkill, nas séries de realidade da MTV de 1996.
Sheridan é bem conhecido por seu papel em Scary Movie (2000) como o agente Doofy. Seu personagem Doug no filme de 2001 Ghost World, apareceu em 2002 no vídeo da música By the Way, e em 2003 no vídeo de Universally Speaking do Red Hot Chili Peppers. Em 2004 Sheridan fez turnês com sua banda chamada Van Stone.
Sheridan organizou uma série chamada Smile...You're Under Arrest! na Fox Reality Channel em 2008-2009. Em 2014, ele retratou o xerife Lincoln no filme de paródia The Walking Deceased inspirado em The Walking Dead. Em 2015, ele estrelou como Finn em Amigo Undead, e também fez o filme de terror White Space.

## Outros créditos
- Van Stone: Tour of Duty (2006)  - Escritor/Produtor
- Frank McKlusky, C.I. (2002) (História) - Escritor
- Buzzkill (1996) (Série de televisão) - Escritor/Criador

## Filmografia
- Todo Mundo em Pânico 6 (2026) Doofy Gilmore
- The Walking Deceased (2015) Xerife Lincoln
- Inatividade Paranormal 2 (2014) Aghoul
- Inatividade Paranormal (2013) Bob
- Horrible Bosses 2011
- All's Faire in Love 2009
- Sex Drive (2008) Bobby Jo
- Your Name Here (2008) como IRS agente Duke
- Smile...You're Under Arrest! (2008)
- Little Man (2006/I) .... Rosco
- Free Ride .... Dove (3 episódios, 2006)
- Stone & Ed (2006) .... Homem de chapéu
- Gay Robot (2006) (TV) .... Wade
- Van Stone: Tour of Duty (2006) (TV) .... Randy Van Stone
- The Devil's Rejects (2005) .... Agente Ray Dobson
- Windy City Heat (2003) (TV) .... Travis Bickle
- Grounded for Life .... Jack (1 episódio, 2003)
- The Fighting Temptations (2003) .... Bill o mecânico
- Scare Tactics .... Vários personagens (1 episódio, 2003)
- Frank McKlusky, C.I. (2002) (V) .... Frank McKlusky
- Corky Romano (2001) .... Agente Terrence Darnell
- Bubble Boy (2001) .... Mark
- Ghost World (2001) .... Doug Gormley
- The Det. Kent Stryker One-Man Film (2001) .... Det. Lee
- Scary Movie (2000) .... Ghostface/Doofy Gilmore
- Short Cinema (1998) (V)
- Buzzkill (1996) Série de Tv...vários